# Óblast de Sajalín (Imperio ruso)
La óblast de Sajalín (Сахалинская область) fue una óblast del Imperio ruso creada en 1909 en el norte de la isla de Sajalín con capital en Aleksandrovsk-Sakhalinski.

## Historia y geografía

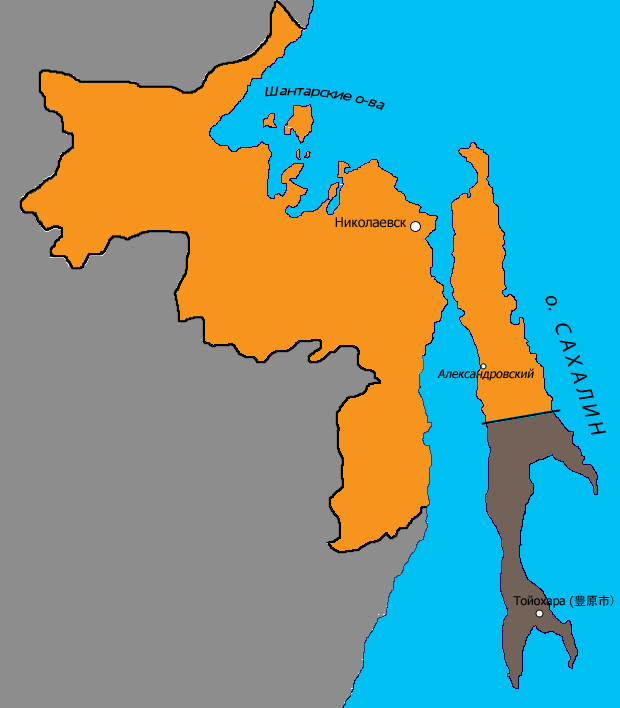
Óblast de Sajalín en 1914.

La óblast, creada el 17 de junio de 1909 tras la separación de los uyezds (distritos) de Aleksandrovsk y Tymowsk de la óblast de Primorie, ocupaba el norte de la isla de Sajalín (el sur pertenecía a Japón desde la firma del tratado de Portsmouth en 1905). En 1914 el distrito de Uda, ubicado sobre el continente con capital en Nikolayevsk, fue transferido de la óblast de Primorie a la de Sajalín.
La óblast era parte de la gobernación general del Amur. En 1914 la superficie de la misma era de 162 588,0 verstas², en tanto la población era de 33 500 habitantes, de los cuales 8 595 era urbana.
Después de la derrota del Ejército Rojo por las tropas del Ejército Blanco del almirante Aleksandr Kolchak y la posterior ocupación de toda la Siberia, Sajalín fue eliminada como una unidad administrativa independiente. En abril de 1920 la óblast fue ocupada por las tropas japonesas, país que formalmente la incorporó a la República del Lejano Oriente, existente hasta 1922, cuando se incorporó a la República Socialista Federativa Soviética de Rusia. Las tropas japonesas abandonaron el territorio de la parte continental en 1922, en tanto la parte norte de la isla de Sajalín en 1925. 
En la actualidad, el territorio de la óblast imperial de Sajalín se encuentra repartida entre la moderna óblast de Sajalín de la Federación Rusa (que engloba toda la isla) así como del krai de Jabárovsk (por el uyezd de Uda).